# Kaciaryna Zakreuska
Kaciaryna Zakreuska, biał. Кацярына Закрэўская (ur. 19 września 1986 w Grodnie) – białoruska siatkarka grająca na pozycji przyjmującej, reprezentantka kraju. W sezonie 2014/2015 zawodniczka Tauronu Banimexu MKS-u Dąbrowy Górniczej.

## Kluby
| Klub                                | Lata gry  |
| ----------------------------------- | --------- |
| Atłant Baranowicze                  | 2004−2010 |
| MKE Ankaragücü                      | 2010−2011 |
| CS Volei 2004 Tomis Konstanca       | 2011−2012 |
| Rabitə Baku                         | 2012−2013 |
| Proton Bałakowo                     | 0002013   |
| Ufimoczka Ufa                       | 2013−2014 |
| CS Știința Bacău                    | 0002014   |
| Tauron Banimex MKS Dąbrowa Górnicza | 2014–2015 |

## Osiągnięcia

### Klubowe
- Mistrzostwa Białorusi:
  - 1. miejsce: 2006, 2008, 2009
  - 2. miejsce: 2007
  - 3. miejsce: 2005, 2010
- Mistrzostwa Rumunii:
  - 1. miejsce: 2012, 2014
- Puchar Rumunii:
  - Zdobywczyni: 2014